# Élection présidentielle sierra-léonaise de 2023
L'élection présidentielle sierra-léonaise de 2023 a lieu le 24 juin 2023, en même temps que les élections législatives et municipales, afin d'élire le président de la Sierra Leone.  
Le président sortant Julius Maada Bio, issu du Parti du peuple, est candidat à sa réélection. Son principal opposant et candidat du Congrès de tout le peuple, Samura Kamara, est à nouveau candidat après sa défaite au second tour cinq ans plus tôt.
Julius Maada Bio l'emporte dès le premier tour avec un peu plus de 56 % des voix.

## Contexte

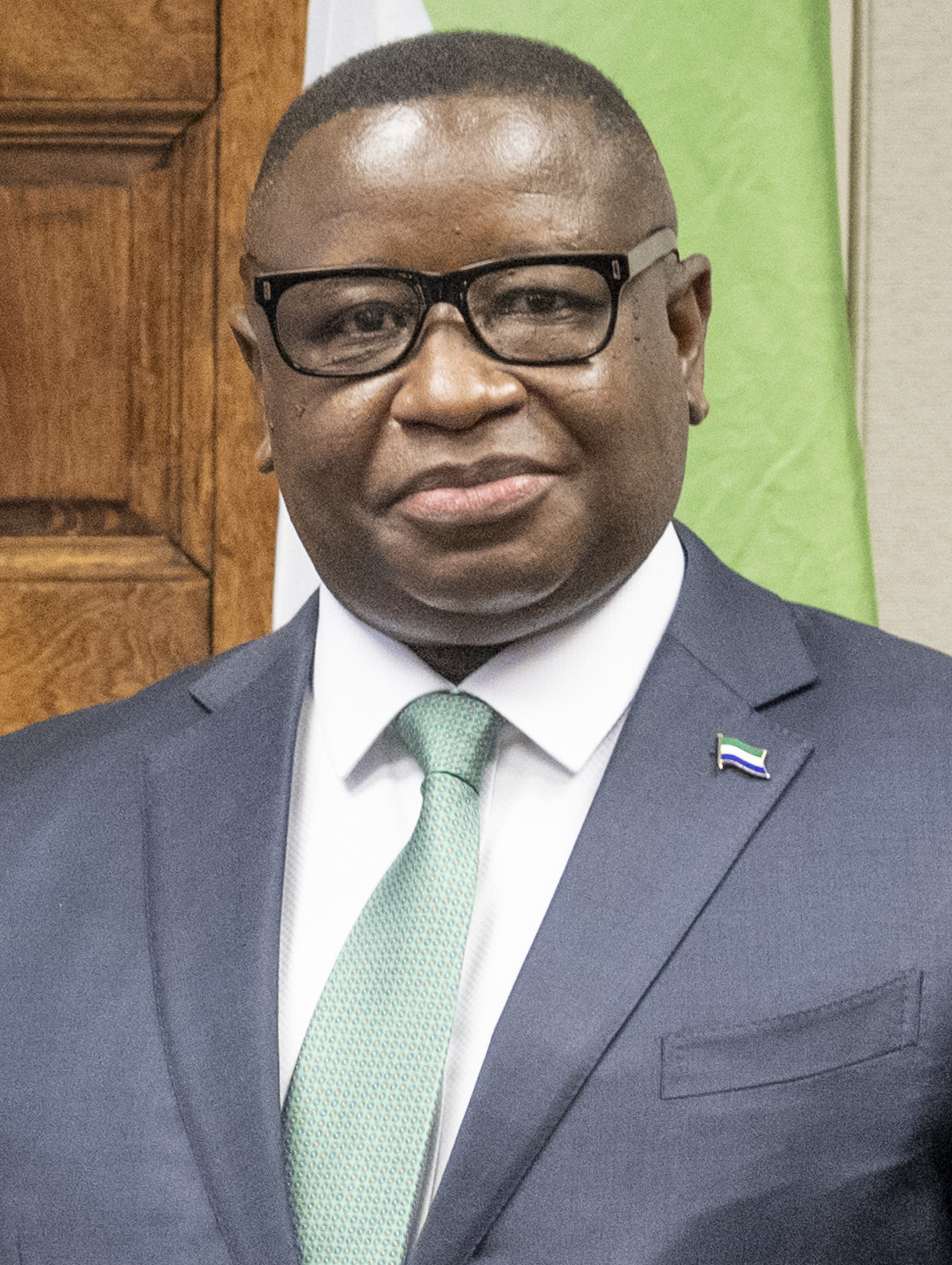
Julius Maada Bio

La vie politique de la Sierra Leone est rythmée par l'alternance au pouvoir des deux principaux partis : le Parti du peuple de Sierra Leone (SLPP) et le Congrès de tout le peuple (APC). Lors de l'élection présidentielle sierra-léonaise de 2018, le président sortant Ernest Bai Koroma, membre de l'APC, n'est pas candidat à sa réélection, la constitution lui interdisant un troisième mandat consécutif. Son parti présente la candidature de Samura Kamara, tandis que le SLPP présente à nouveau celle de Julius Maada Bio, battu par Koroma en 2012. Julius Maada Bio l'emporte cette fois-ci, provoquant une nouvelle alternance à la tête de l’État. Les élections législatives organisées en même temps que le premier tour donnent lieu à un Parlement minoritaire où l'APC domine sans toutefois disposer de la majorité absolue.
L'élection de 2023 voit à nouveau s'affronter les deux hommes, le président sortant étant candidat à sa réélection, tandis que l'APC désigne à nouveau candidat Samura Kamara. Julius Maada Bio fait alors face à une situation économique difficile dans le contexte de la Pandémie de Covid-19 et de l'invasion de l'Ukraine par la Russie. Le taux de chômage élevé — culminant à 60 % chez les jeunes — et une forte inflation — 42,7 % sur un an en février 2023 — provoquent notamment des manifestations en août 2022 contre le coût de la vie. Ces dernières prennent une tournure violente, causant la mort de 21 manifestants et 6 membres des forces de l'ordre, ce qui provoque un choc dans un pays jusque là loué pour ses efforts réussis de réconciliation post-guerre civile,.

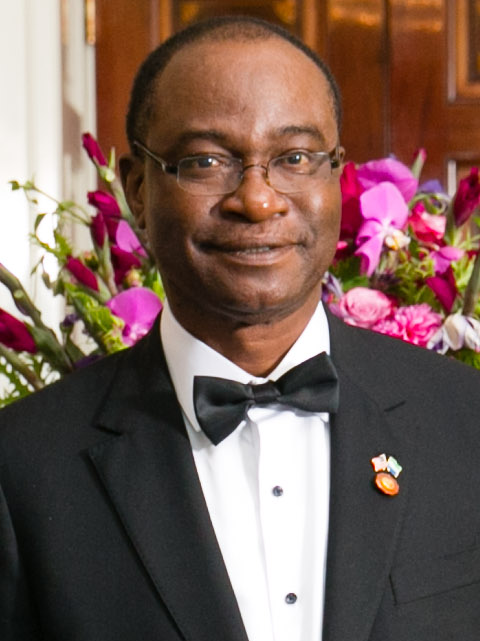
Samura Kamara

Outre ses promesses de développement de l'agriculture afin de réduire la dépendance aux importations alimentaires du pays, le président sortant met en avant ses réussites dans les domaines de l'éducation et des droits des femmes, portés par de profondes réformes en 2022,. Le gouvernement fait également voter fin janvier 2023 une loi instaurant un quota de 30 % de femmes dans toutes les institutions, y compris le parlement,.
Ancien gouverneur de la Banque centrale, puis successivement ministre des finances et des affaires étrangères sous la présidence d'Ernest Bai Koroma, Samura Kamara a la réputation d'un technocrate très au fait des dossiers économiques. Il met fortement en avant cet atout au cours de la campagne en promettant de réorganiser les secteurs agricoles et miniers tout en attirant les investisseurs étrangers et les aides des institutions économiques internationales, sa réputation devant lui permettre de regagner leur confiance. Son image est cependant entachée par l'éclatement en décembre 2021 d'un scandale dans lequel il se voit accusé d'avoir détourné plus de 2,5 millions de dollars du budget de rénovation du consulat sierra-léonais à New York lorsqu'il était ministre des affaires étrangères. Le candidat de l'APC réfute vivement ces accusations, qu'il dénonce comme politiquement motivées, soulignant leur coïncidence avec sa déclaration de candidature.
Malgré la domination en 2023 du thème du cout de la vie dans la campagne, le système politique sierra-léonais reste profondément lié aux appartenances ethniques. Une grande partie des électeurs continuent ainsi à voter pour le candidat originaire de leur région, dont ils attendent en retour qu'il les favorisent lors de la répartition des aides et projets économiques du gouvernement.

## Système électoral
Le président de la république de Sierra Leone est élu selon une version modifiée du scrutin uninominal majoritaire à deux tours pour un mandat de cinq ans, renouvelable une seule fois. Pour être élu au premier tour, un candidat doit réunir plus 55 % des suffrages exprimés, et non pas la seule majorité absolue. À défaut, les deux candidats arrivés en tête s'affrontent lors d'un second tour organisé dans les deux semaines suivantes, et le candidat arrivé en tête est élu.
Les candidats doivent être de nationalité sierra-léonaise, être âgés d'au moins quarante ans et être membres d'un parti politique.

## Résultats
|                          | Julius Maada Bio Mohamed Juldeh Jalloh | SLPP                     | 1 566 932 | 56,17 |  |  |
|                          | Samura Kamara Chernor Maju Bah         | APC                      | 1 148 262 | 41,16 |  |  |
|                          | Mohamed Bah Mariatu Saudatu Turay      | NDA                      | 21 620    | 0,77  |  |  |
|                          | Charles Margai Tony Hindolo Songa      | PMDC                     | 16 012    | 0,57  |  |  |
|                          | Nabieu Kamara Saidu Mannah             | PLP                      | 7 717     | 0,28  |  |  |
|                          | Abdulahi Saccoh Alice Pyne             | RUF                      | 6 796     | 0,24  |  |  |
|                          | Prince Coker Ibrahim Jalloh            | PDP                      | 5 981     | 0,21  |  |  |
|                          | Iye Kakay Ambrose Kobi                 | ADP                      | 4 336     | 0,16  |  |  |
|                          | Saa Kabuta Gabriel Samuka              | UNPP                     | 4 059     | 0,15  |  |  |
|                          | Beresford Williams Kadija Bangura      | ReNIP                    | 2 692     | 0,10  |  |  |
|                          | Mohamed Jonjo Kaday Johnson            | CDP                      | 2 367     | 0,08  |  |  |
|                          | Mohamed Sowa-Turay Olivette Walker     | UDM                      | 1 665     | 0,06  |  |  |
|                          | Jonathan Sandy Komba Mbawa             | NURP                     | 1 369     | 0,05  |  |  |
|                          |                                        |                          |           |       |  |  |
| Votes valides            | Votes valides                          | Votes valides            | 2 789 808 | 99,61 |  |  |
| Votes blancs et nuls     | Votes blancs et nuls                   | Votes blancs et nuls     | 10 883    | 0,39  |  |  |
| Total                    | Total                                  | Total                    | 2 800 691 | 100   |  |  |
| Abstention               | Abstention                             | Abstention               | 573 567   | 17,00 |  |  |
| Inscrits / participation | Inscrits / participation               | Inscrits / participation | 3 374 258 | 83,00 |  |  |

## Analyse
Avec 56,17 % des voix, Julius Maada Bio parvient à franchir le seuil de 55 % lui permettant d'être réélu dès le premier tour. Les résultats sont contestés par son principal adversaire Samura Kamara, qui ne les jugent « pas crédibles » et accuse la Commission électorale de partialité. 